# Australosphenida
Australosphenida — клада ссавців, що містить однопрохідних і їхніх вимерлих родичів. Тепер в Австралії та Новій Гвінеї живуть лише 5 видів однопрохідних. Скам’янілості австралосфенідів були знайдені з юрського періоду Мадагаскару та Аргентини, а також крейдового періоду Австралії.
Угруповання характеризується наявністю трибосфенічних молярів як у молоді качкодзьоба, так і в скам'янілих рештках Monotremata й інших Australosphenida. Хоча це була характеристика, яка традиційно застосовувалася до Theria. Трибосфічний моляр — той який має рисунок із трьох бугорків розташованих у трикутній або V-подібній формі.
Нові знахідки примітивного однопрохідного Teinolophos з нижньої крейди Австралії також вказують на те, що структура середнього вуха у австралосфенід і бореосфенід виникла незалежно один від одного.